# Provincies van Mozambique
Mozambique is onderverdeeld in tien provincies (provincias) en 1 stad (cidade) met provinciale status. Op lokaal niveau bestaan de municipaliteiten (municipios) en parallel daaraan de 128 districten (distritos) met als uitvoeringsorganen de administratieve posten (posto administrativo) en daaronder de lokaliteiten (localidad).
| #   | Provincie          | Hoofdstad | Opp. (km²) | Inw. (1997) | Kaart                     |
| --- | ------------------ | --------- | ---------- | ----------- | ------------------------- |
| 1.  | Niassa             | Lichinga  | 129.056    | 756.287     | Provincies van Mozambique |
| 2.  | Cabo Delgado       | Pemba     | 82.625     | 1.287.814   | Provincies van Mozambique |
| 3.  | Nampula            | Nampula   | 81.606     | 2.975.747   | Provincies van Mozambique |
| 4.  | Zambezia           | Quelimane | 105.008    | 2.891.809   | Provincies van Mozambique |
| 5.  | Tete               | Tete      | 100.724    | 1.144.604   | Provincies van Mozambique |
| 6.  | Manica             | Chimoio   | 61.611     | 974.208     | Provincies van Mozambique |
| 7.  | Sofala             | Beira     | 68.018     | 1.289.390   | Provincies van Mozambique |
| 8.  | Inhambane          | Inhambane | 68.615     | 1.123.079   | Provincies van Mozambique |
| 9.  | Gaza               | Xai-Xai   | 75.709     | 1.062.380   | Provincies van Mozambique |
| 10. | Maputo (provincie) | Matola    | 26.058     | 806.179     | Provincies van Mozambique |
| 11. | Maputo (stad)      | Maputo    | 300        | 966.837     | Provincies van Mozambique |